# Echthroplexiella submetallica
Echthroplexiella submetallica är en stekelart som beskrevs av Mercet 1921. Echthroplexiella submetallica ingår i släktet Echthroplexiella och familjen sköldlussteklar. Inga underarter finns listade i Catalogue of Life.